# 里卡多·梅吉奥里尼
里卡多·梅吉奥里尼（義大利語：Riccardo Meggiorini；1985年9月4日—）是一位意大利足球運動員。在場上的位置是前鋒。他現在效力於意大利足球乙級聯賽球隊維琴察。他也曾代表意大利U19和U20國家隊參賽。他也曾效力於國際米蘭和都靈足球俱樂部等球隊。